# Santa Ana Yareni
Santa Ana Yareni là một đô thị thuộc bang Oaxaca, México. Năm 2005, dân số của đô thị này là 940 người.